# Jean-Louis Bory
Jean-Louis Bory (25 de junio de 1919, Méréville - 12 de junio de 1979 ibíd., en la actualidad Essonne) fue un escritor, crítico de cine y guionista francés. Ganó el premio Goncourt en 1945 con la novela Mon village à l'heure allemande (Mi pueblo en la hora alemana).

## Biografía
El padre de Jean-Louis Bory era farmacéutico y su madre institutriz. Realizó estudios secundarios en el liceo Geoffroy-Saint-Hilaire, de Étampes.  Después del bachillerato es admitido en el liceo Henri-IV, en París, para dar el salto a la escuela superior. No lo consigue, y durante la guerra participa en el maquis de Orleans y de Angerville. Consigue el agregado (profesorado) de letras en julio de 1945, y es nombrado profesor en el liceo de Haguenau, en el departamento del Bajo Rin.
En 1945 publica su primera novela con Flammarion, Mon village à l'heure allemande, escrita de mayo a julio de 1944 en Méréville, con la que ganó el premio Goncourt con el apoyo de Colette. Los derechos de autor (vendió 500.000 ejemplares) le permitieron recomprar la propiedad de sus abuelos en Méréville, que había pasado a su tía, la condesa Cally, y la rebautizó como La Calife.
En 1947 aparece su segundo libro, Chère Aglaë, que tiene el mismo éxito. En 1948, entra en el liceo piloto de Montgeron, anexo del Henri-IV, donde se hace muy amigo de una colega, la pintora Alice Martinez-Richter.
En esa época, colabora con la La Gazette des Lettres, con Robert Kanters, Paul Guth y François Mauriac. En 1951, es profesor en el liceo Voltaire, de París. En unas vacaciones a la nieve, se rompe una pierna y escribe Un noël à la tyrolienne.
Debuta en el periodismo en 1952, en la tribuna de Samedi Soir. En 1955, entra en la sección literaria de L’Express. De ideología comunista, sin embargo, firma una petición contra la Revolución húngara de 1956, causada por la invasión soviética, con Edgar Morin, Gilles Martinet, Jean-Marie Domenach y Georges Suffert (France Observateur, 8 de noviembre de 1956).
En 1960, después de firmar el Manifiesto de los 121, una declaración sobre el derecho a la insumisión en la guerra de Argelia, es suspendido como profesor del liceo Henri-IV. En 1964, deja L’Express, y en 1965 escribe sus crónicas literarias en el Nouvel Observateur. Distingue sus preferencias políticas de las literarias, de ahí que rehabilite a Céline y se una a un grupo de escritores de tendencias derechistas (François Nourissier, Hervé Bazin, Jean d'Ormesson, Georges Suffert, Louis Pauwels).
En 1966, asume la crónica cinematográfica del Nouvel Observateur, y se convierte en un defensor del cine del tercer mundo, particularmente africano y árabe. Sus directores favoritos son Godard, Robbe-Grillet, Alain Resnais, Pasolini, Duras o los hermanos Taviani, y rechaza el cine fácil de Michel Audiard, Bourvil o Louis de Funès. 
En los años setenta, se vuelca en la lucha por los derechos de los homosexuales, claramente presente en sus obras autobiográficas La Peau des zèbres (1969), Tous nés d’une femme (1976) y sobre todo por Ma moitié d'orange (1973), un éxito de 50.000 ejemplares en el que anuncia públicamente su homosexualidad. Se une a la asociación Arcadia, y milita enseguida en su escisión gauchista, el Front homosexuel d'action révolutionnaire (FHAR). 
Paralelamente, escribe varios ensayos dedicados a la novela popular, Eugène Sue, dandy et socialiste (1973) y un ensayo histórico, La Révolution de Juillet ou les Trois Glorieuses (1972), pero su mayor éxito de este periodo es Le pied (1976), con 100.000 ejemplares. 
En agosto de 1977 es víctima de una grave depresión, que una vez superada le permite publicar un divertido retrato de Cambacérès (1978). Se suicida con un arma de fuego durante la noche del 11 al 12 de junio de 1979.

## Obra

### Novelas
- Mon village à l'heure allemande, Flammarion, 1945. Premio Goncourt 1945. En castellano, * Mi pueblo en la hora alemana, Sudamericana, 1946
- Chère Aglaë, ediciones Flammarion, 1947
- Fragile ou le Panier d'œufs, ediciones Flammarion, 1950.
- Une vie de château, ediciones Flammarion, 1954
- Un Noël à la tyrolienne, ediciones Pierre Horay, 1952.
- L'Odeur de l'herbe, ediciones Julliard, 1962.
- La Peau des zèbres, ediciones Gallimard, 1969.
- Le Pied, ediciones Belfond, 1977.
- Un prix d’excellence, ediciones Gallimard, 1986.

### Ensayos
- Pour Honoré de Balzacet quelques autres, ediciones Julliard, 1960.
- Eugène Sue, dandy et socialiste, ediciones Hachette, 1962.
- La Révolution de juillet, ediciones Gallimard, 1972.
- Ma moitié d'orange, ediciones Julliard, collection Idéee fixe, 1973. Reedición con un prefacio de Dominique Fernández, H&O, collection Classiques H&O poche, Béziers, 2005, 128 págs. ISBN 2-84547-110-6
- Tous nés d'une femme, ediciones Gallimard, 1976.
- “Vivre à midi”, en Comment nous appelez-vous déjà ? Ces hommes que l'on dit homosexuels, con Guy Hocquenghem, Calmann-Lévy, 1977.

### Sobre el cine
- Cinéma I : Des yeux pour voir, 10/18, 1971.
- Cinéma II : La Nuit complice, 10/18, 1972.
- Cinéma III : Ombre vive, 10/18, 1973.
- Cinéma IV : L’Écran fertile, 10/18, 1974.
- Cinéma V : La Lumière écrit, 10/18, 1975.
- Cinéma VI : L’Obstacle et la gerbe, 10/18, 1976.
- Cinéma VII : Rectangle multiple, 10/18, 1977.

Questions au cinéma, éditions Stock, 1973.

### Guiones
- Roger la honte’’, 1966 (Trappola per l'assassino) de Riccardo Freda
- le Père Goriot (téléfilm, 1972) (de la novela de Honoré de Balzac), téléfilm de Guy Jorré
- D'Artagnan amoureux (de la novela de Roger Nimier) miniserie en cinco episodios de Yannick Andréi

### Teatro
- Le Chevalier d'Olmedo de Lope de Vega, puesta en escena Albert Camus, Festival d'Angers[5]